# Standfussiana socors
Standfussiana socors là một loài bướm đêm trong họ Noctuidae.